# Joxe Austin Arrieta
Joxe Austin Arrieta Ugartetxea (San Sebastián, Guipúzcoa, 26 de octubre de 1949) es un escritor guipuzcoano que escribe en euskera.

## Biografía
Es licenciado en Filosofía y Letras (Filología Románica). por la EUTG y ha sido profesor de euskera durante varios años. También ha sido profesor en la Escuela de Idiomas de la EUTG y en la Facultad de Filosofía.También se ha dedicadp a otros campos de la actividad cultural vasca: ha trabajado con UZEI y UEU. Ha sido traductor de Kutxa hasta su jubilación en 1982.
En cuanto a la política, Joxe Austin Arrieta ha sido miembro electo de la Mesa Nacional de Herri Batasuna. Entre otros, fue concejal del Ayuntamiento de San Sebastián durante un tiempo.
Ha ocupado cargos políticos en el ámbito de la cultura y el euskera y es miembro correspondiente de Euskaltzaindia desde 1996.

## Carrera literaria
Ha trabajado principalmente la poesía y la narrativa, así como la traducción literaria.

### Narrativa
Su primera publicación fue el libro de cuentos Bidaia/Termitosti (Ustela, 1978). Más tarde, en 1997, Arrieta publicó Labur aroz (Txalaparta), recopilación de narraciones escritas en los 22 años anteriores. Su primera novela fue Abuztuaren 15eko bazkalondoa (Caja de Ahorros de Guipúzcoa), reeditada por Elkar en 1985 y traducida al castellano  como La sobremesa del 15 de agosto (Hiru, 1994). En 1978 ganó el Premio Ciudad de Irún por esta obra y en 1979 el Premio Nacional de la Crítica de Narrativa en Euskera.

### Poesía
Ha escrito varios libros de poesía como Arrotzarena/Neurtitz neugabea (CAP-Kutxa, 1983), Bertso-paper printzatuak (Elkar, 1986), Mintzoen mintzak (Elkar, 1989), Graffitien ganbara (Kutxa, 1996) y Orbaibar (Kutxa, 2003). En 2001 se le dedicó una antología poética en XX. mendeko poesia kaierak.

### Traducción
En este campo ha traducido al euskera obras en francés, inglés, catalán y alemán. Hadrianoren oroitzapenak de Marguerite Yourcenar ocupa un lugar destacado en la traducción literaria al euskera y en 1991 recibió el Premio Euskadi deTraducción Literaria con el libro Eulien Ugazaba (Lord of the Flies) de William Golding.

### Ensayo
En 2013 publicó el ensayo Berriro eta behin (euskara dela eta), en el que recopila dos de sus escritos.

## Premios
- 1978, Premio Ciudad de Irún de narratiba en euskera, por Abuztuaren 15eko bazkalondoa.[1]
- 1979, Premio de la Crítica de narrativa en euskera, por Abuztuaren 15eko bazkalondoa.[6]
- 1982, Premio Ciudad de Irún de poesía en euskera, por  Arrotzarena neurtitz neurgabeak.[9]
- 1996,Premio Ciudad de Irún de poesía en euskera, por Graffitien ganbara.
- 1995, Premio Euskadi de Traducción Literaria, por Eulien ugazaba.[6]
- 2003, Premio Ciudad de Irún de poesía en euskera, por Orbaibar.[6]

## Obra

### Narración
- Bidaia - Termitosti (1978, Ustela)
- Labur aroz (1997, Txalaparta)

### Novela
- Abuztuaren 15eko bazkalondoa (1979, GAK)
- Manu militari (1987, Elkar)
- Terra Sigillata (2008, Txalaparta)

### Poesía
- Arrotzarena neurtitz neurgabeak (1983, GAK)
- Bertso-paper printzatuak (1986, Elkar)
- Mintzoen mintzak (1989, Elkar)
- Graffitien ganbara (1996, Kutxa)
- XX. mendeko poesia kaierak - Joxe Austin Arrieta (2001, Susa), edición de Koldo Izagirreren.
- Orbaibar (2003, Kutxa)
- Estalien gradora (2016, Txalaparta)

### Teatro
- Trankart (2014,Armiarma)

### Saiakera
- Berriro eta behin (euskara dela eta) (2013, Txalaparta)

### Vídeos
- Austin Arrieta presentando el libro Estalien gradora (Txalaparta), San Sebastián 2016-VI-28.
- Sautrela
- Ekt Huhezi
- Hitzen Uberan

- Datos: Q12260896